# Lỗ Ý công
Lỗ Ý công (chữ Hán: 鲁懿公, trị vì 815 TCN-807 TCN), tên thật là Cơ Huy (姬戲), là vị vua thứ 10 của nước Lỗ - chư hầu nhà Chu trong lịch sử Trung Quốc.

## Thân thế
Cơ Huy là con trai thứ của Lỗ Vũ công, vua thứ 10 của nước Lỗ. Tuy không phải con trưởng nhưng do sự can thiệp của thiên tử Chu Tuyên vương khi ông cùng cha và anh Cơ Quát sang triều kiến nhà Chu nên ông được vua cha lập làm thế tử. Năm 816 TCN, Lỗ Vũ công qua đời, Cơ Huy lên nối ngôi, tức là Lỗ Ý công.

## Bị hại
Do ông được lên ngôi nên Cơ Quát và con trai là Bá Ngự rất bất mãn. Năm 807 TCN, Cơ Bá Ngự tập hợp người nước Lỗ tấn công vào cung, giết Lỗ Ý công lên làm vua.
Lỗ Ý công làm vua được 9 năm.